# ウミード・イサコフ
ウミード・イサコフ (英語: Umid Isakov、ウズベク語: Umid Isoqov / Умид Исоков、ロシア語: Умид Исаков、1978年12月22日 - ) は、ウズベキスタンの元プロサッカー選手である。現役時代のポジションはFW。

## 経歴
イサコフは2001年、ネフチ・フェルガナにおいてウズベク・リーグ優勝を果たした。イサコフはネフチ・フェルガナで180試合に出場し、139ゴールを挙げた。

## ウズベキスタン代表
イサコフは2000年2月29日に行われたモンゴル戦でサッカーウズベキスタン代表デビューを果たした。代表戦には9試合に出場し、3ゴールを挙げた。AFCアジアカップ2000に出場したほか、2002 FIFAワールドカップ・アジア予選にも出場している。

## ウズベキスタン代表での得点
| #  | 日時          | 都市     | スタジアム             | 対戦相手         | スコア | 結果 | 大会種別 |
| -- | ------------- | -------- | ---------------------- | ---------------- | ------ | ---- | -------- |
| 1. | 2000年9月3日  | 上海     | 上海体育場             | タイ             | 2-4    | ●    | 親善試合 |
| 2. | 2001年2月15日 | ヴァルナ | スパルタク・スタジアム | アゼルバイジャン | 2-1    | ○    | 親善試合 |
| 3. | 2001年2月15日 | ヴァルナ | スパルタク・スタジアム | アゼルバイジャン | 2-1    | ○    | 親善試合 |

## 獲得タイトル

### クラブ
- ウズベク・リーグ 優勝: 2001
- ウズベク・リーグ 準優勝 (7): 1997, 1998, 1999, 2000, 2002, 2003, 2004
- ウズベキスタン・カップ 準優勝 (4): 1997, 1998, 2001, 2002

### 個人タイトル
- ウズベキスタン年間最優秀サッカー選手賞  3位: 2001
- ウズベク・リーグ得点王 (2): 1999 (24ゴール), 2001 (28ゴール)[3]
- ゲンナディー・クラスニツキー・クラブ: 188ゴール